# Circuit de la Sarthe
Bugatti Circuit je dirkališče, ki leži v bližini francoskega mesta Le Mans. Leta 1967 je gostilo dirko Formule 1 za Veliko nagrado Francije.

## Zmagovalci
| Leto | Dirkač       | Moštvo        | Poročilo |
| ---- | ------------ | ------------- | -------- |
| 1967 | Jack Brabham | Brabham-Repco | Poročilo |